# Gruskvidd
Gruskvidd (Erimystax x-punctatus) är en fiskart som först beskrevs av Hubbs och Crowe, 1956.  Gruskvidd ingår i släktet Erimystax och familjen karpfiskar. Inga underarter finns listade i Catalogue of Life.